# 河泰煥
河 泰煥（ハ・テファン、朝鮮語: 하태환、1913年1月17日または1914年4月24日 - 1991年8月13日）は、大韓民国の教育者、実業家、政治家。第3・4代韓国国会議員。
第8代国会議員の金柄潤は妻の弟である。

## 経歴
日本統治時代の慶尚北道迎日郡（現・浦項市）出身。立命館大学法文学部卒。大学在学中に東亜連盟事件により3年間服役した。その後は浦項女子中学校教員、同志商業中・高等学校設立校長、同志財団理事長、浦項水産大学学長、東海時報社創立社長、慶尚南道教育委員会副議長、浦項市教育委員・教育会会長、自由党浦項市党委員長・中央委員、第3代国会国防部原綿事件調査報告者、第4代国会国防委員長・台風災害対策特別委員会委員長、浦項実業専門学校校長を務めた。自由党の非主流派の核心人物だったこともあり、国会議員在任中に国防部長官の孫元一に対する不信任案を提出した後、自由党から一時除名された。

## エピソード
日本留学中、地震で火災が起きた建物から親友を救ったが、片足を怪我して不自由な体となった。